# Eugène van Wessem
Eugène Jules Johan Marie Antoon van Wessem (Breda, 12 februari 1900 - Hannover, 28 maart 1945) was een Nederlands publicist, econoom en Groot-Nederlander.
Van Wessem werd opgeleid tot econoom aan de Nederlandsche Handelshogeschool te Rotterdam. In het begin van de jaren twintig werkte hij korte tijd bij het Ministerie van Buitenlandse Zaken om daarna voor eigen rekening bankzaken te gaan doen. In maart van 1935 werd hij samen met een vriend lid van het Zwart Front van Arnold Meijer. Van Wessem gaf binnen deze partij sterk uiting van zijn Groot-Nederlands denken. Naast een aantal brochures over dit onderwerp, had hij in het partijblad een speciale rubriek, ‘Dietsche Kroniek’ waar hij zijn schrijfsels kwijt kon. Hierin werd aandacht besteed aan verscheidene zaken die alleen te maken hadden met het Groot-Nederlandse vraagstuk.
Hij ging op 20 april 1940 met de oprichting van het Nationaal Front mee naar deze nieuwe partij. Na de Duitse inval van mei 1940 leek alle partijpolitiek ten einde te komen, toch werd later dat jaar vanuit het Nationaal Front een Sociaaleconomische Kamer ingesteld. Deze had als voorzitter A. van der Land en als secretaris drs. E van Wessem. Op 4 november 1940 hielden Arnold Meijer en zijn vijf naaste medewerkers, te weten Pétillon, Van de Wetering, Van Wessem, Perey en Van Schaik, een bespreking over de toekomst van de beweging. Nog in de winter van 1940-1941 werden kadercursussen gegeven door een vijftal Brabantse intellectuelen van Nationaal Front. Van Wessem sprak hierbij over de corporatieve staat.
Begin 1943 brak Arnold Meijer volledig met zijn tweede man uit de tijd van het Zwart Front. Van Wessems houding richting de bezetter werd echter harder, hij weigerde zelfs expliciet het lidmaatschap van de NSB toen dat hem werd aangeboden. In de zomer van 1944 werd hij gearresteerd en naar het concentratiekamp Neuengamme overgebracht. Hij is in Hannover, kort voor de bevrijding, overleden, waarschijnlijk ten gevolge van de uitputtende kamptoestanden aldaar.

## Publicaties
- De opstanding van Nederland, Amsterdam, 1935
- Een Prince van Orangiën, Utrecht, 1938